# 北条町 (兵庫県)
北条町（ほうじょうちょう）は、かつて兵庫県加西郡にあった町。

## 歴史
- 1889年（明治29年）4月1日 - 町村制の施行により、北条町・小谷村・栗田村・横尾村・古坂村・東高室村・西高室村・東南村・西南村・黒駒村の区域をもって北条町が発足。
- 1948年（昭和23年） - 警察法施行により北条町警察が設置。
- 1954年（昭和29年） - 警察法改正により兵庫県警が発足し、北条町警察が廃止。
- 1955年（昭和30年）1月15日 - 賀茂村・下里村・富田村と合併し、改めて北条町が発足。
- 1967年（昭和42年）4月1日 - 泉町・加西町と合併して加西市が発足。同日北条町廃止。

## 電気
北条町は北条電気（1911年事業開始）より1914年（大正3年）1月を事業譲受し町営電気事業を開始した。発電所は建設せず姫路水力電気より受電した。1925年（大正14年）5月に姫路水力電気へ事業譲渡した。

## 産業
- 1944年（昭和19年）6月に松下航空工業が北条工場を開設した[4]。同年1月、防空法による疎開命令が出ていた[4]。
- 三洋電機創業の地である北條工場があった[5]。跡地はイオン加西北条ショッピングセンターを経てイオンモール加西北条になっている[6]。

## 鉄道
- 日本国有鉄道（国鉄）
  - 北条線：法華口駅 - 播磨下里駅 - 長駅 - 播磨横田駅 - 北条町駅

## 施設
- 加西郡役所
- 兵庫県加西地方事務所
- 北條町警察
- 兵庫県北條保健所
- 神戸地方法務局北條出張所
- 北條郵便局
- 播磨北條電報電話局
- 法華山一乗寺
- 酒見寺
- 羅漢寺 (加西市)
- 住吉神社 (加西市)